# Milan Mladenović
Milan Mladenović, cyr. Милан Младеновић (ur. 21 września 1958 w Zagrzebiu, zm. 5 listopada 1994 w Belgradzie) – jugosłowiański muzyk rockowy, wokalista i gitarzysta zespołu Ekatarina Velika.

## Życiorys
Ojciec wokalisty Spas był Serbem, matka Danica – Chorwatką. Wczesne dzieciństwo spędził w Zagrzebiu, gdzie jego ojciec stacjonował jako oficer armii jugosłowiańskiej. Kiedy miał sześć lat, rodzina przeprowadziła się do Sarajewa. Ostatecznie w 1970 roku rodzina przyszłego artysty osiadła w Belgradzie. Milan rozpoczął naukę w belgradzkim gimnazjum w dzielnicy Pašino brdo.

## Kariera
Razem ze szkolnym kolegą, gitarzystą Dragomirem Mihajloviciem założył swój pierwszy zespół Limunovo drvo, charakteryzujący się utworami o brzmieniu melodyjnego hard rocka. Grupa często zmieniała skład, aż do dołączenia do składu basisty Dušana Kojicia i perkusisty Ivana Vdovicia. Grupa zmieniła swoje oblicze dzięki zmianie nazwy na Šarlo akrobata oraz komponowaniu utworów w rytmach i brzmieniach nowofalowych. W tym czasie artysta - inspirowany muzyką: Elvisa Costello, Paula Wellera, Andy’ego Partridge’a i zespołu XTC – zdobywał popularność.
Grupa Šarlo akrobata wydała w 1980 roku album zatytułowany Paket aranžman. W lipcu 1981 roku ukazała się kolejna płyta zatytułowana Bistriji ili tuplji čovek biva kad..., uznawana za najlepszy i najważniejszy album jugosłowiańskiej muzyki nowofalowej. Z powodu konfliktu panującego między Dušanem Kojićem i Milanem Mladenovićem zespół rozpadł się w tym samym roku.
Mladenović w 1981 roku razem z kolegą z Limunovo drvo gitarzystą Dragomirem Mihajlovićem założył grupę muzyczną Katarina II. W 1982 roku dołączyli do zespołu: keyboardzistka Margita Stefanović, basista Bojan Pečar oraz perkusista Ivan Vdović. W 1983 roku grupa wydała debiutancki, nowofalowy album Katarina II. W 1984 roku z zespołu odeszli Dragomir Mihajlović i Ivan Vdović. Dragomir Mihajlović występował o prawa autorskie do nazwy Katarina II. W 1985 roku zespół został zmuszony do zmiany nazwy na Ekatarina Velika. W tym samym roku muzycy wydali płytę pod tytułem Ekatarina Velika. Album okazał się prawdziwym sukcesem, powszechnie chwalonym przez krytyków. Kolejna płyta S' vetrom uz lice, z 1986 roku, wyniosła 'Katarinę' na same szczyty sceny muzycznej Jugosławii.
W 1992 roku Mladenović dołączył do grupy serbskich muzyków, tworzących antywojenny zespół Rimtutituki. Wiosną 1994 roku muzyk wydał płytę, nagraną z Mitarem Suboticiem w Brazylii – Angel’s Breath.
W sierpniu 1994 roku zdiagnozowano u Mladenovicia raka trzustki. Milan Mladenović zmarł 5 listopada w Belgradzie i został pochowany na cmentarzu Novo groblje.